# Palazzo Bottiglieri (Neapel)

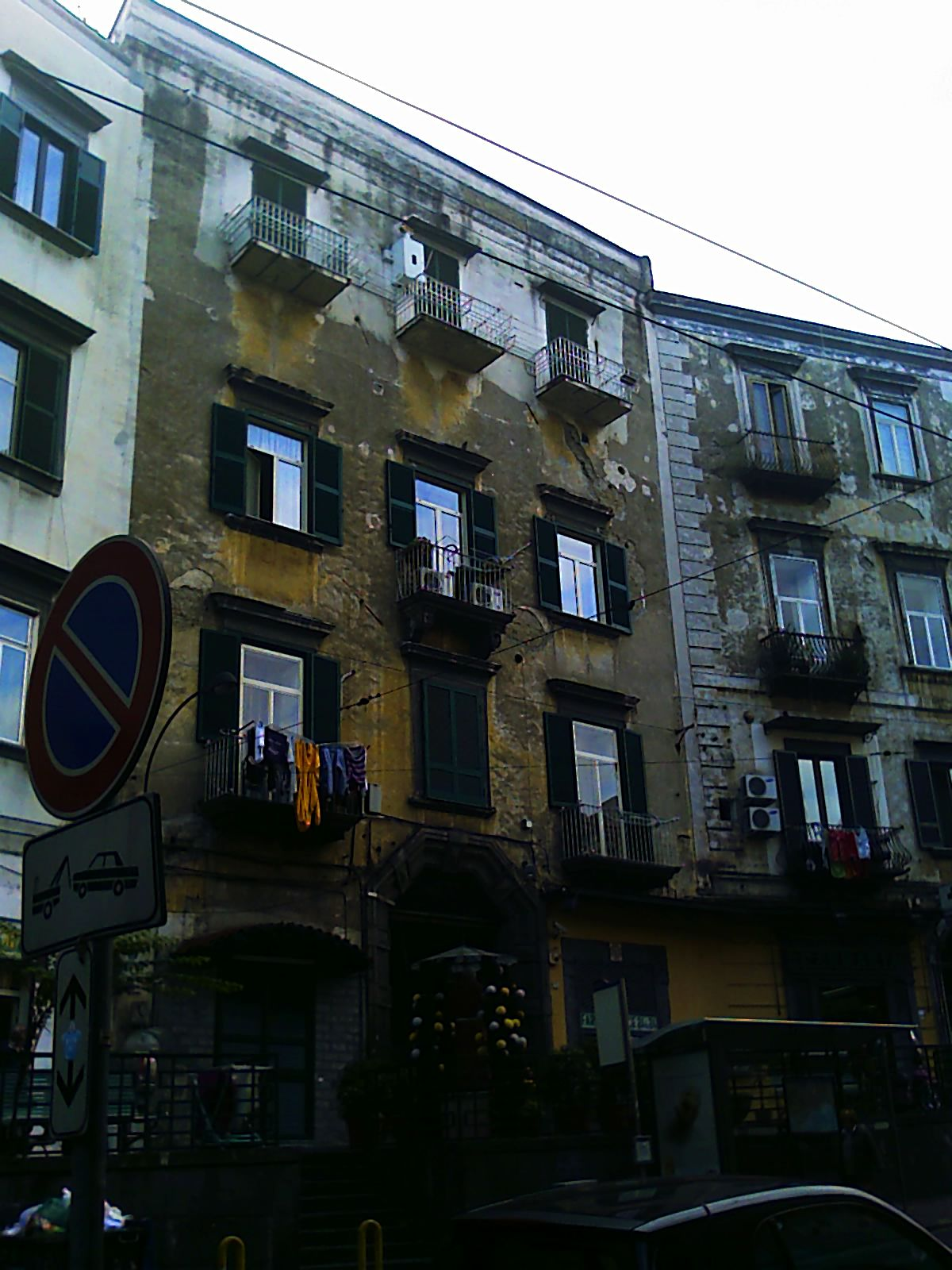
Palazzo Bottiglieri in Neapel

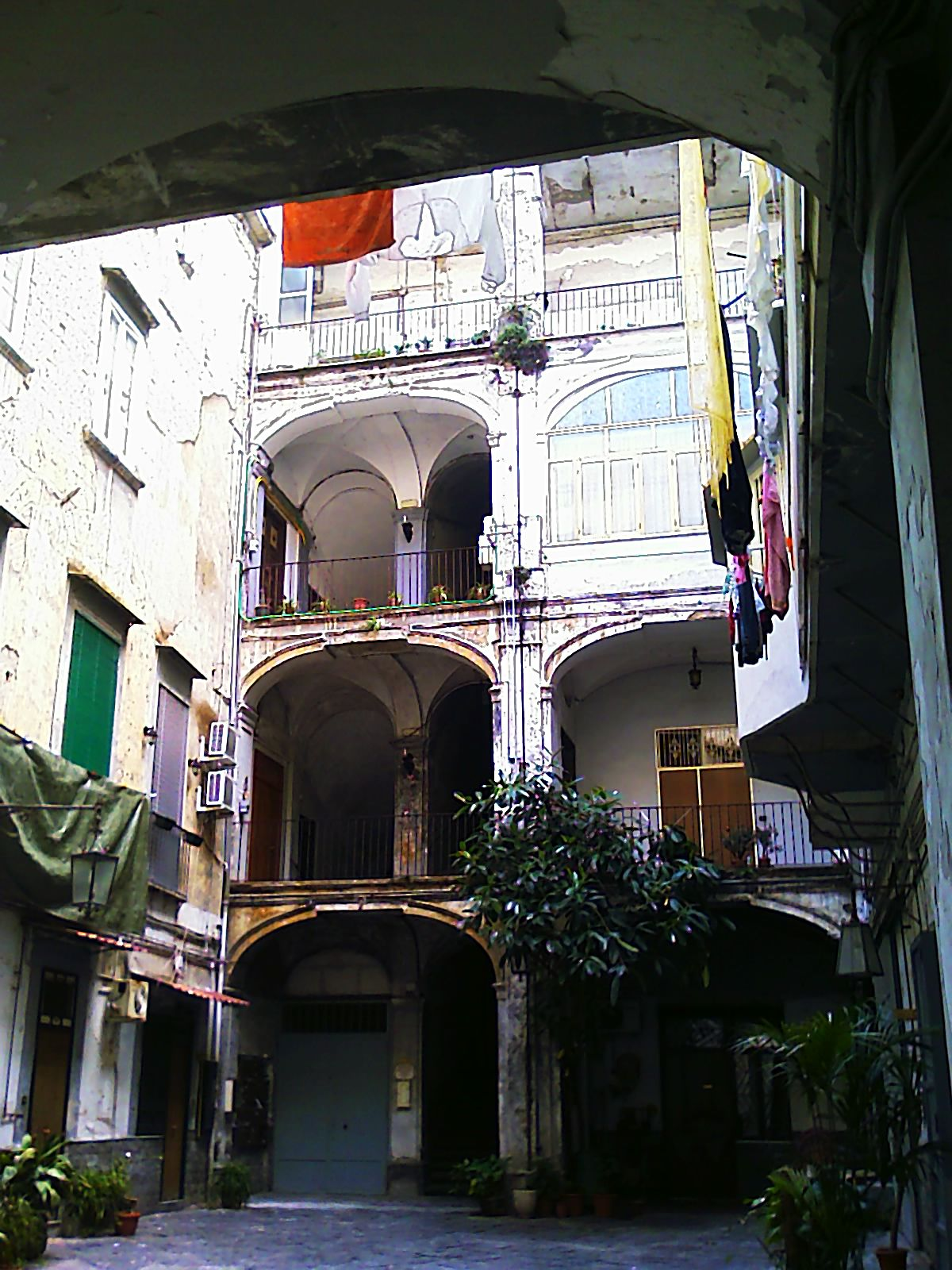
Treppe

Der Palazzo Bottiglieri ist ein Palast aus dem 17. Jahrhundert im Viertel Avvocata von Neapel in der italienischen Region Kampanien. Er liegt in der Via Salvator Rosa, 78.

## Geschichte und Beschreibung
Das Gebäude gehörte dem Bildhauer Matteo Bottiglieri. Es wurde von einem unbekannten Architekten geplant. Heute ist der Komplex gegenüber dem ursprünglichen Aussehen verändert.
In dem Palast gibt es eine schöne Treppe, ähnlich der im Palazzo Medici a Materdei. Sie wird von Korbbögen gestützt und bildet eine bemerkenswerte, landschaftliche Kulisse.

## Im Fernsehen
Im Dezember 2015 wurden im Palast einige Folgen der Fiction-Serie I bastardi di Pizzofalcone der RAI aufgenommen. Es handelte sich dabei um das Gebäude, in dem der Vizekommissar „Giorgio Pisanelli“ (gespielt von Gianfelice Imparato) seine Wohnung hatte.